# Andrew Lees (Schauspieler)
Andrew Lees (* 10. Juni 1985 in Melbourne, Victoria) ist ein australischer Schauspieler.

## Leben und Karriere
Andrew Lees wurde im Juni 1985 in Melbourne, Victoria, geboren. Von 2005 bis 2007 studierte er am National Institute of Dramatic Art (NIDA). Ebenfalls 2005 stand er für die Theater-Inszenierung von Ein Sommernachtstraum auf der Bühne.
Nach seinem Abschluss am NIDA begann er seine Schauspielkarriere. Vom 15. bis zum 24. Juli 2005 war er in vier Folgen von Home and Away als Nathan Cunningham zu sehen. Sein nationaler Durchbruch gelang ihm mit der Hauptrolle des Chase Gallagher in der Polizei-Serie Rescue: Special Ops, in der er von 2009 bis 2011 zu sehen war. Eine weitere größere Rolle hatte er 2010 als Ryan in der dritten Staffel der Jugendserie H2O – Plötzlich Meerjungfrau. Im selben Jahr hatte er einen Handlungsbogen als Robert Oswalt in der Miniserie The Pacific. In Dance Academy – Tanz deinen Traum! war er 2013 als Wes Cooper in einer Nebenrolle zu sehen. Von 2015 bis 2016 übernahm er die Rolle des Lucien Castle in der Serie The Originals.

## Filmografie (Auswahl)
- 2008: Flame of the West (Kurzfilm)
- 2008: Home and Away (Seifenoper, 4 Episoden)
- 2009: City Homicide (Fernsehserie, Episode 2x21)
- 2009–2011: Rescue: Special Ops (Fernsehserie, 48 Episoden)
- 2010: The Talk (Kurzfilm)
- 2010: H2O – Plötzlich Meerjungfrau (H₂O: Just Add Water, Fernsehserie, 5 Episoden)
- 2010: The Pacific (Fernsehserie, 3 Episoden)
- 2013: Dance Academy – Tanz deinen Traum! (Dance Academy, Fernsehserie, 6 Episoden)
- 2013: Australian Pilot Season (Kurzfilm)
- 2014: Carlotta (Fernsehfilm)
- 2015: Your Family or Mine (Fernsehserie, 7 Episoden)
- 2015: Peter Allen: Not the Boy Next Door (Serienzweiteiler, 2 Folgen)
- 2015–2016: The Originals (Fernsehserie, 14 Episoden)
- 2017: Newness
- 2018: Unknown User: Dark Web (Unfriended: Dark Web)